# Lycium puberulum
Lycium puberulum är en potatisväxtart som beskrevs av Asa Gray. Lycium puberulum ingår i släktet bocktörnen, och familjen potatisväxter. Utöver nominatformen finns också underarten L. p. berberidoides.